# جامعه فراونهوفر

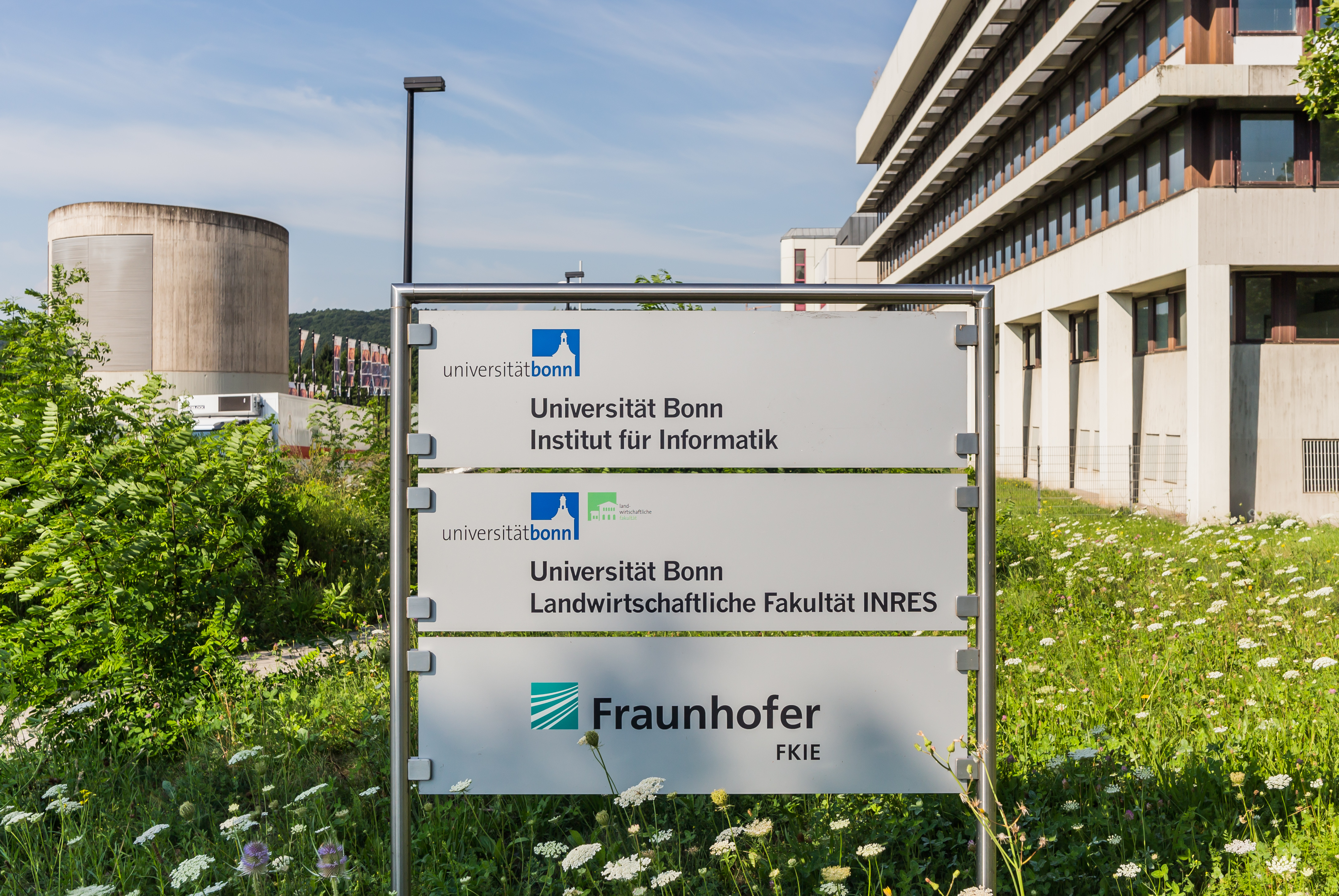
جامعه فراونهوفر

جامعه فراونهوفر (آلمانی: Fraunhofer-Gesellschaft zur Förderung der angewandten Forschung e. V.) (آلمانی: Fraunhofer-Gesellschaft zur Förderung der angewandten Forschung e. V. — “جامعه پیشبرد پژوهش کاربردی فراونهوفر”, تلفظ [ˈfraʊnho:fɐ]) یک سازمان پژوهشی آلمانی با ۶۷ مؤسسه در سراسر آلمان است که هر یک بر یک زمینهٔ علوم کاربردی متفاوت (بر خلاف انجمن ماکس پلانک، که اساساً بر علوم پایه متمرکز است) تمرکز کرده‌اند. برای این سازمان حدود ۲۳۰۰۰ نفر کار می‌کنند که بیشتر دانشمند و مهندس هستند و بودجهٔ سالانهٔ پژوهشی آن ۱٫۷ میلیارد یورو است. برخی از بودجه‌های بنیادی جامعه فراونهوفر از سوی دولت تأمین می‌شود ولی بیش از ۷۰٪ بودجهٔ آن از طریق کار پیمانکاری یا برای پروژه‌های دولتی یا صنعتی تأمین می‌شود (مردم آلمان از طریق دولت فدرال یا ایالت‌های آلمان مالک جامعه فراونهوفر هستند).
این سازمان به افتخار یوزف فون فراونهوفر که به عنوان یک داشنمند، مهندس و کارافرین گفته می‌شود نماد خوبی از اهداف این جامعه بود نامگذاری شده است.